# Alessandro Roveri
Alessandro Roveri (Cattolica, 20 marzo 1929 – Ferrara, 14 agosto 2020) è stato uno storico italiano.

## Biografia
Fu docente di storia moderna, contemporanea e del Risorgimento - materia in cui era specializzato - all'Università di Ferrara. Allargò i suoi studi al fascismo (sia nazionale che in ambito ferrarese), alla repubblica di Weimar, alla sinistra italiana durante la Guerra fredda, al movimento socialista, alla rivoluzione francese e Napoleone, divenendo autore di monografie e volumi conservati nelle biblioteche di tutto il mondo. 
Attivo anche in politica prima come esponente di Unità Popolare, poi del PSI, quindi del PSIUP, successivamente del PCI e, dopo la svolta di Achille Occhetto, con La Rete di Leoluca Orlando e ancora con l’Italia dei Valori di Di Pietro Legato a Tristano Codignola, ne seguì le evoluzioni politiche e scrisse di lui in un saggio.
Ritiratosi dall'insegnamento, si trasferì per un certo periodo a Roma prima di ritornare a Ferrara nell'ultimo periodo della sua vita.

## Pubblicazioni
- Il fascismo ferrarese nel 1919-1920, Milano, Feltrinelli, 1972
- Dal sindacalismo rivoluzionario al fascismo: capitalismo agrario e socialismo nel Ferrarese, 1870-1920, Firenze, La Nuova Italia, 1ª ed. giugno 1972
- La Santa Sede tra Rivoluzione francese e Restaurazione: Il cardinale Consalvi, 1813-1815, Firenze, La Nuova Italia, 1974
- Le origini del fascismo a Ferrara 1918/1921, Milano, Feltrinelli, 1ª ed. luglio 1974
- Camillo Benso di Cavour, Firenze, La Nuova Italia, 1977
- 'Per il 40. della Resistenza: saggi e contributo bibliografico, Bologna, Clueb, 1984 (a cura di)
- Le cause del fascismo, Bologna, Il Mulino, 1985
- 'Mussolini, Milano, Mondadori, 1991
- Da Versailles a Hitler: breve storia della Repubblica di Weimar, 1919-1933, Milano, Mondadori, 1991
- Giovinezza e amori di Anna Kuliscioff, Firenze, Atheneum, 1993
- Mussolini: la carriera di un dittatore attraverso i suoi scritti e discorsi, Milano, Mondadori, 1994
- Il socialismo tradito, Firenze, La Nuova Italia, 1995
- Breve storia della rivoluzione francese, Napoli, Esi, 1995
- Sgarbi con truffa, Milano, Kaos edizioni, 1997, ISBN 978-88-79530651
- Ferrara città europea: storia politica e civile dalle origini ai giorni nostri, Ferrara, Este Edition, 2000
- Un garibaldino alla Cattolica, ovvero, un pezzo di storia riminese-cattolichina del Risorgimento, Rimini, 2001
- Giorgio Bassani e l'antifascismo, 1936-1943, Ferrara, 2G, 2002
- Antonio Di Pietro nella storia della repubblica: da Gastarbeiter a eurodeputato (1969-2004), Este Edition, 2005
- Tutta la verità su Quilici, Balbo e le leggi razziali, Ferrara, Este edition, 2006
- Mussolini e Berlusconi. Un pamphlet storico, Ferrara, Faust Edizioni, 2013
- L'agguato. L'ex Cavaliere contro la Costituzione, Ferrara, Faust Edizioni, 2014
- Il romanzo di Renata di Francia nel Dramma Religioso del ’500, Tiemme edizioni digitali
- I miei conti con la Sinistra, Tiemme edizioni digitali.